# Stilett

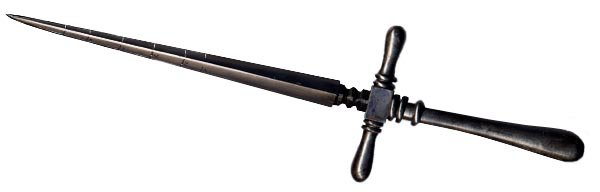
Stilett.

Stilett (it. stiletto, fr. stylet) är ett slags smäcker dolk med sylliknande styv klinga. Stiletten används som stickvapen och har av lönnmördare sedan medeltiden varit ett omtyckt vapen.
Sedan slutet av 1900-talet har namnet stilett även börjat användas om ett vapen med smalt knivblad där bladet fälls ut när man trycker på en knapp (eller annan typ av mekanism) på vapnets handtag. Vanligaste är att det fälls ut från sidan, en så kallad italiensk springkniv, men det finns även varianter där bladet skjuts ut från ena änden av handtaget. Med denna typ av funktion på kniven heter det springkniv.
I Sverige är stiletter olagliga att sälja. De får inte heller medbringas på allmän plats så som utomhus eller i bil. De får däremot innehas utan licens av personer över 21 år, och får finnas och användas i hemmet.